# ケニルワース・ロード
ケニルワース・ロード（Kenilworth Road）は、イングランド・ベッドフォードシャー州ルートンにあるサッカー専用スタジアム。1905年以来ルートン・タウンFCのホームスタジアムとして使用されている。

## 概要
1905年、それまでルートン・タウンFCはダンステーブル・ロードと呼ばれるスタジアムでプレーしていたが、この地が市街化調整に伴う住宅地へ区画整理されたため、現在のケニルワース・ロードへスタジアムは移転された。
1985年、100万ポンドを投じてピッチ全面を人工芝へと張り替え、翌年には観客席の立ち見席を廃止し、全席を座席へと改装した。1991年には新スタンド建設を行い、2005年の整備を経て現在の収容人数である10,356人へと落ち着いた。
1986-87シーズン、1985年3月に行われたミルウォールFCとの試合でアウェーサポーターが暴動を起こしたことでこのシーズンからクラブの会長が独断でアウェーサポーターのスタジアム入場を禁じた。しかし、リーグや協会がこれを認めずに罰則を科す姿勢を示したことで1990-91シーズン開幕前に取り消された。
伝統的にケニルワース・ロードはイングランド女子代表のホームスタジアムとして使用されることが多く、かつては現在のUEFA EUROにあたるヨーロッパ女子サッカー競技会の1984年大会決勝が開催され、イングランド女子代表とスウェーデン女子代表の試合が行われ、PK戦を経てスウェーデンが初代優勝国となった。

## 開催された主なイベント
- ヨーロッパ女子サッカー競技会1984
  - 1984年5月27日 :  イングランド 1-0  スウェーデン

## ギャラリー

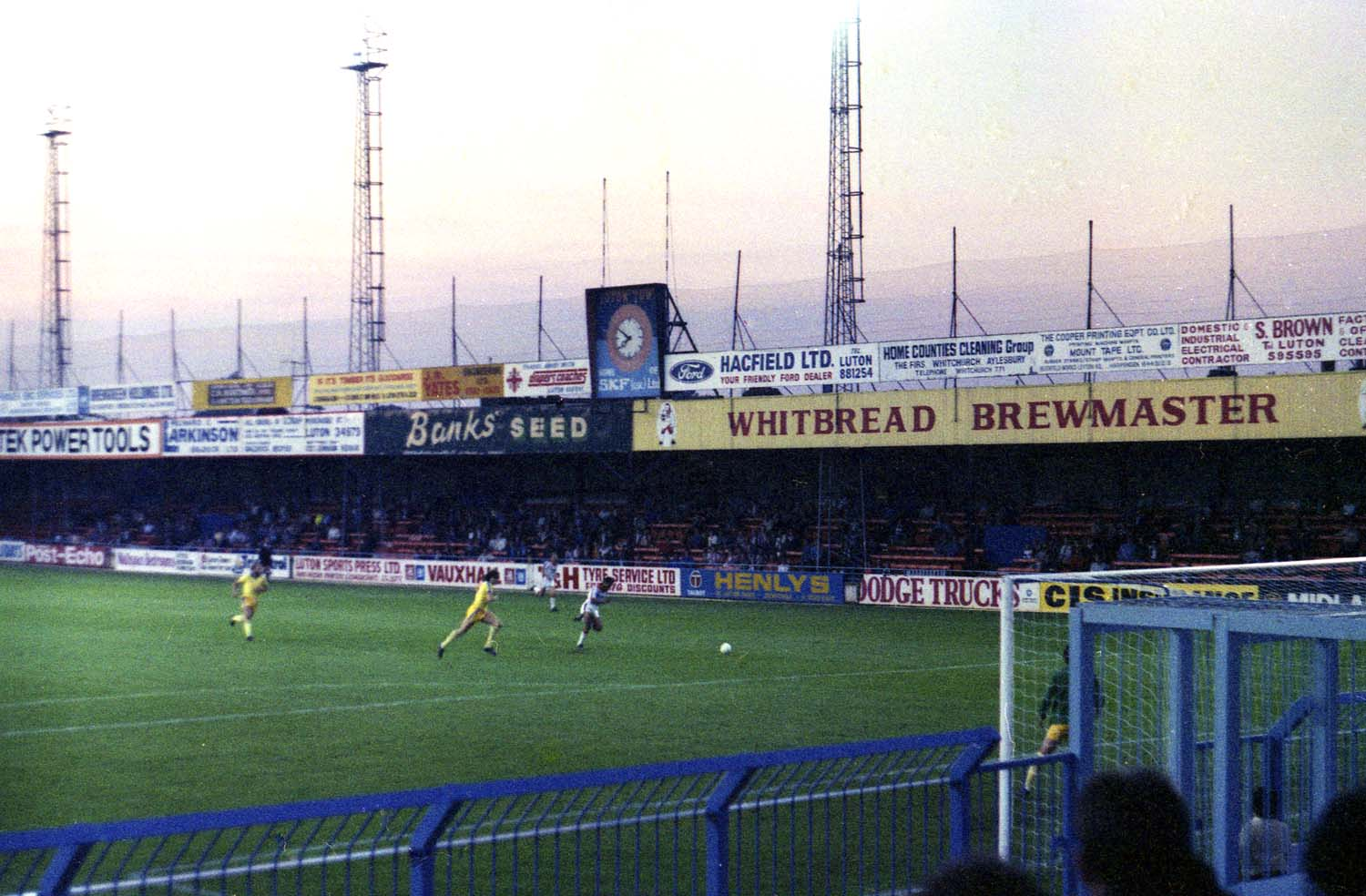
北スタンド
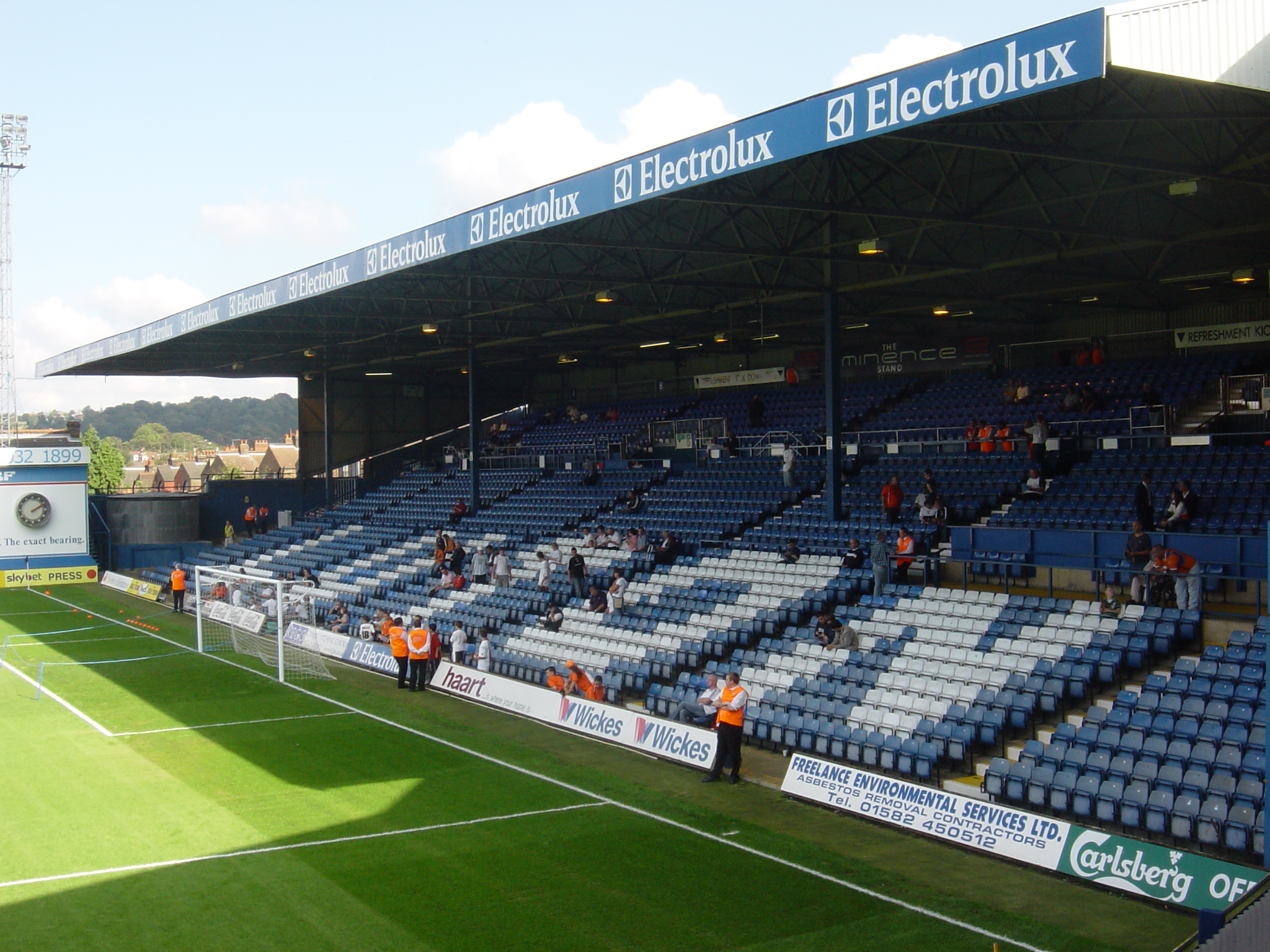
東スタンド
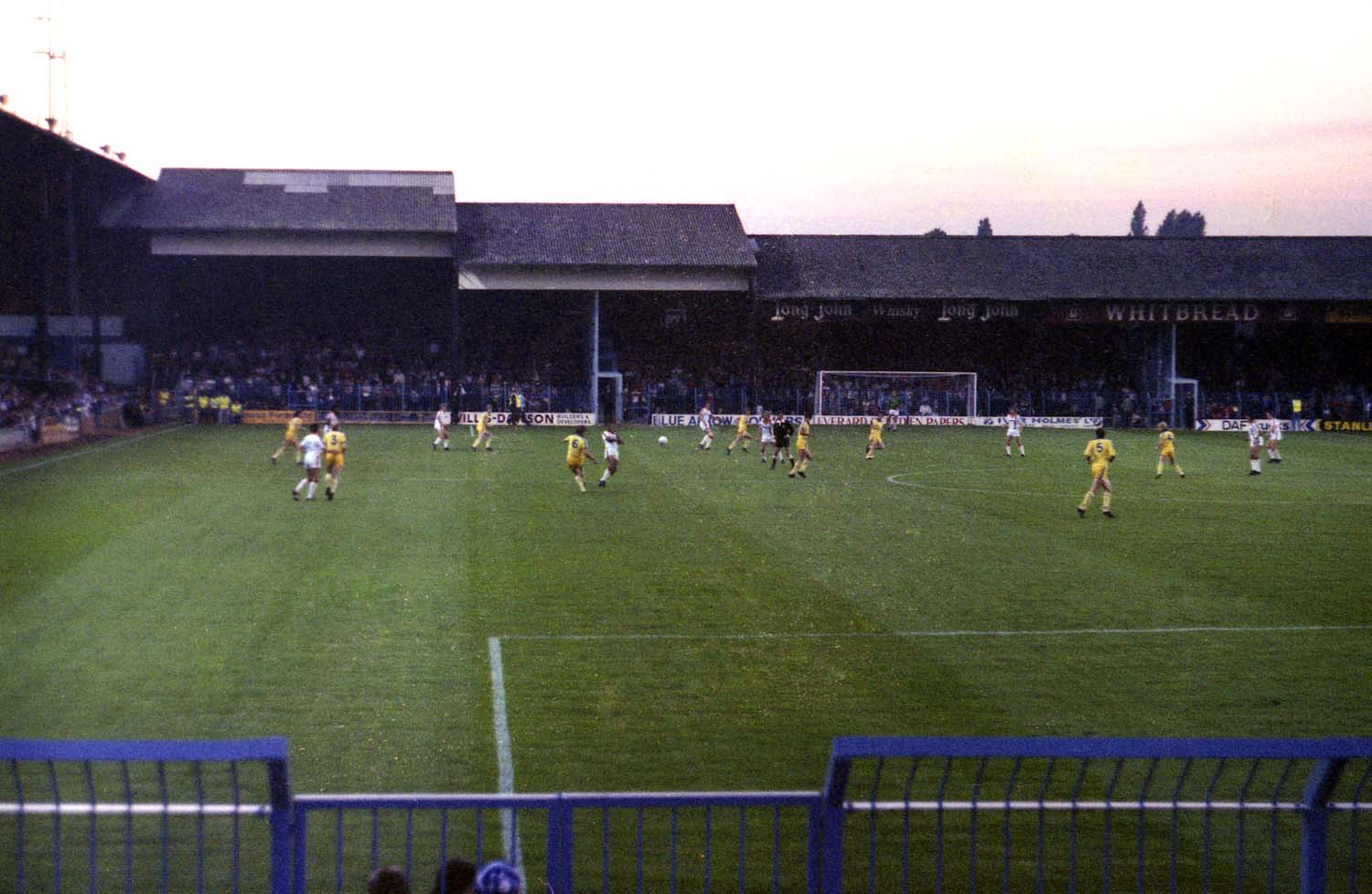
西スタンド
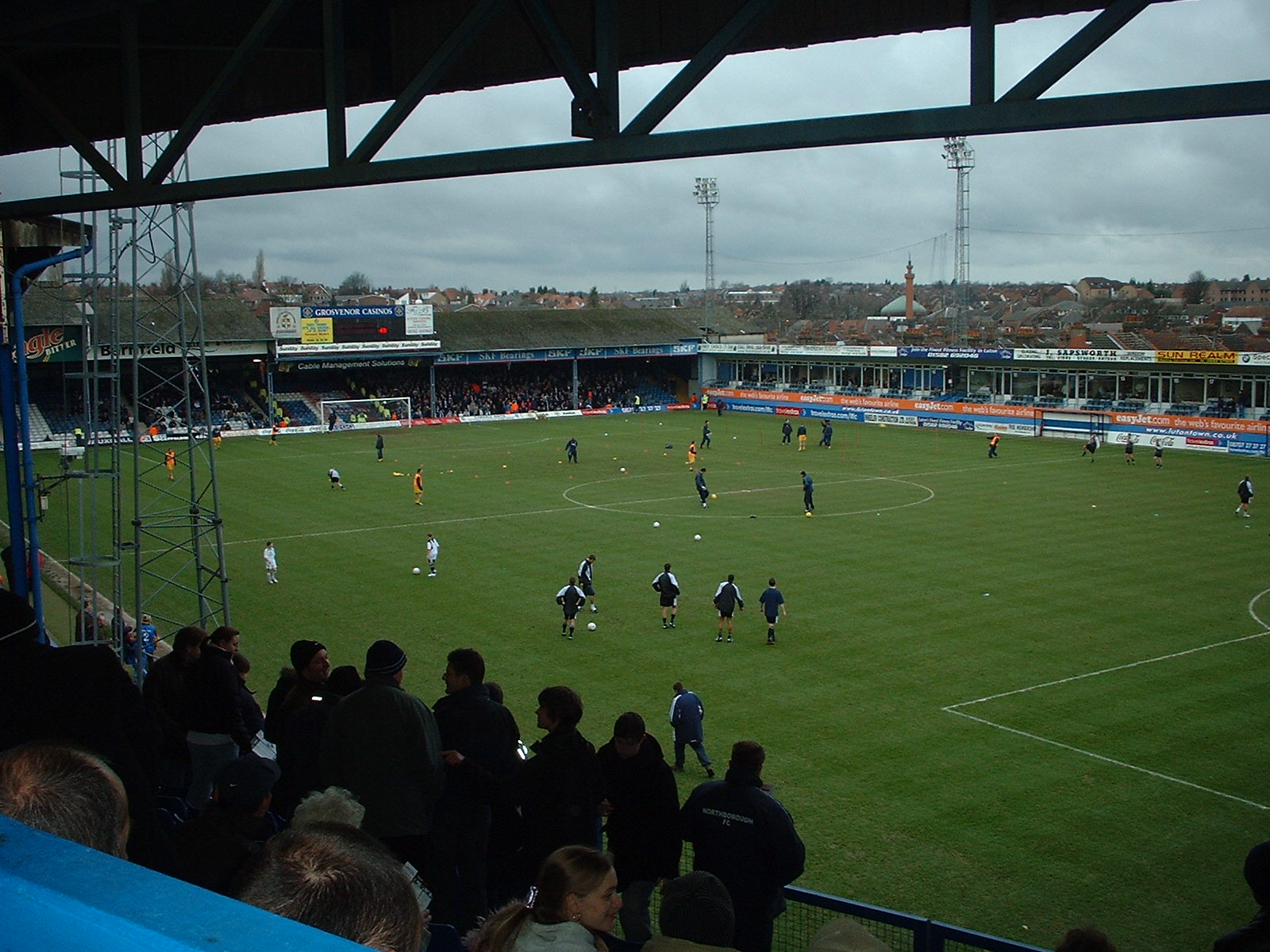
南スタンド